# 1578

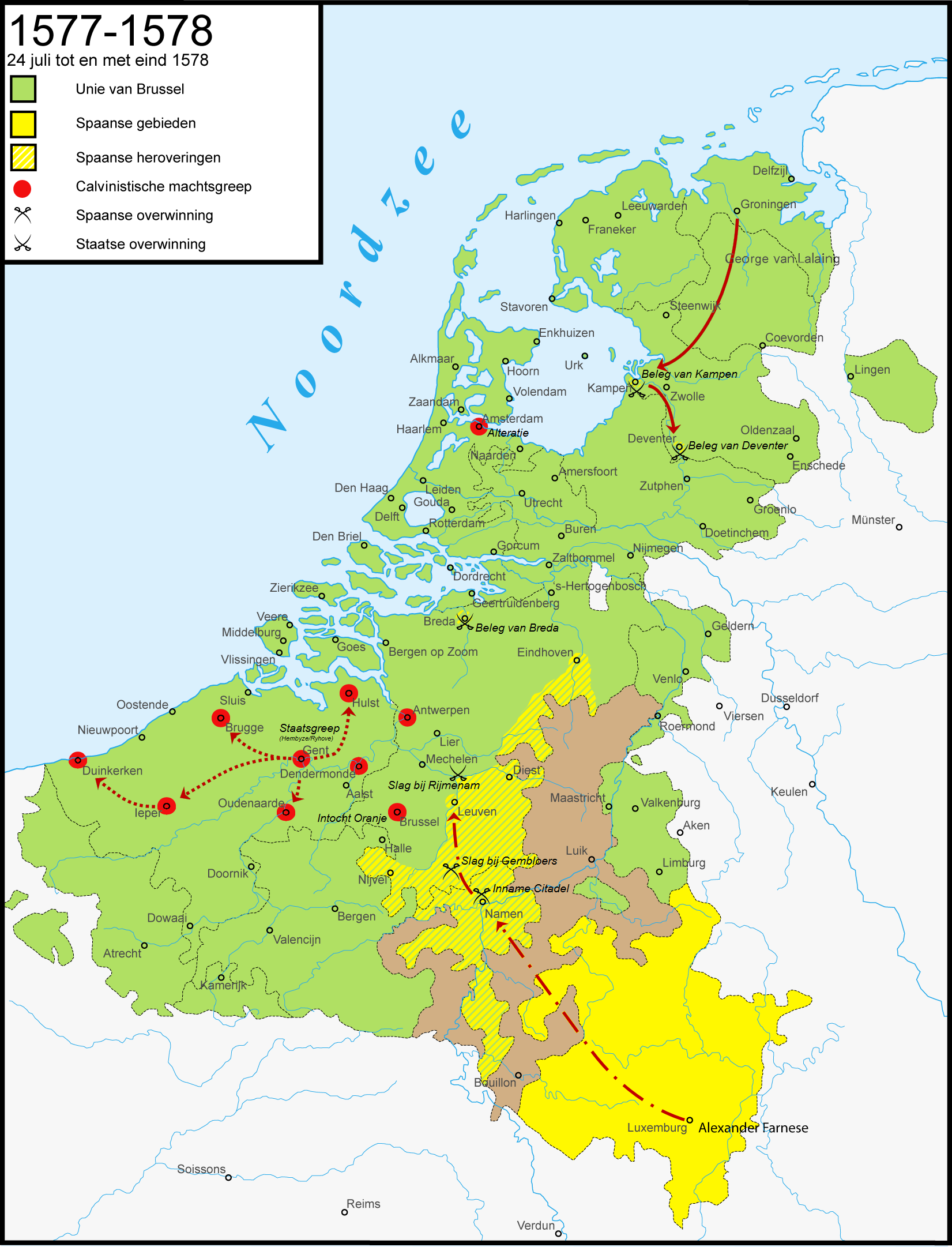
De Nederlandse Opstand in 1577-'78

Het jaar 1578 is het 78e jaar in de 16e eeuw volgens de christelijke jaartelling.

## Gebeurtenissen
januari

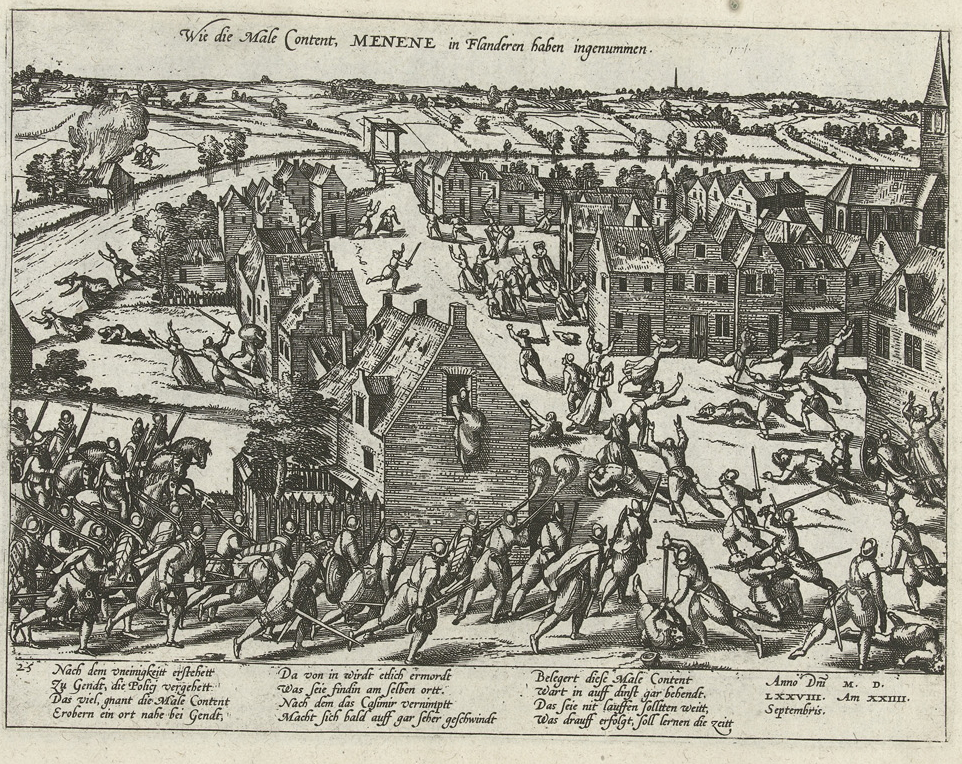
Inname van Menen door de malcontenten in 1578

- 31 - Don Juan van Oostenrijk verslaat de troepen van de Staten-Generaal in het noorden van Namen in de Slag bij Gembloers. De Staten-Generaal wijken uit van Brussel naar Antwerpen.
- Spaanse troepen plunderen Tegelen in het hertogdom Gulik.

februari
- 8 - De stad Amsterdam sluit als laatste katholieke stad in Holland een satisfactie met de Staten van Holland. Er komt een einde aan de blokkade van de stad en de protestantse religie mag weer worden uitgeoefend.
- 24 - Beleg van Zichem door Alexander Farnese.
- februari - Terwijl de Spanjaarden Leuven bezetten, marcheren de Gentse calvinisten naar Oudenaarde en installeren er een Raad van XVIII.

maart
- 8 tot 12 - Beleg van Nijvel door de koninklijke troepen, eindigend in de capitulatie en aftocht van Joost de Soete en de ontploffing van het stadhuis.

mei
- 10 - In het calvinistische Gent worden kloosters "gezuiverd" en geplunderd.
- 22 - Graaf Jan van Nassau, de oudere broer van Willem van Oranje, wordt door de tegenlandvoogd Matthias van Oostenrijk benoemd tot stadhouder van Gelre.
- 26 - De Alteratie van Amsterdam. Het katholieke stadsbestuur van Amsterdam wordt afgezet; protestanten nemen het bestuur over.
- 29 - Op Sacramentsdag overrompelen calvinisten gesteund door de Staatse troepen de Haarlemse kathedraal Sint-Bavo, doden de plebaan en slaan het interieur (altaren, beelden en reliekhouders) aan gruzelementen. De bisschop van Haarlem, Godfried van Mierlo, ontvlucht de stad.
- 31 - Toevallige ontdekking van de catacomben van Rome.

juni
- 10 - De bevolking van Utrecht komt in opstand tegen het gedwongen vertrek van pastoor Hubert Duifhuis, die toestemming had gevraagd voortaan op de protestantse wijze te mogen preken. Hij mag terugkeren en de vroedschap wordt gezuiverd van al te katholieke leden.
- 10 tot 15 - Het Beleg van Limburg, een belegering van Parma's leger op het stadje Limburg, centrum van het hertogdom Limburg. De aanval vindt plaats tijdens de Tachtigjarige Oorlog.
- 20 - De Inname van Dalhem, een aanval op Dalhem door een regiment van Parma door Camillo del Monte en Chureau.
- 28 - Op de Vrijdagmarkt in de calvinistische Republiek Gent worden vier Franciscaner monniken net zolang gegeseld tot ze een bekentenis afleggen van Sodomie en dan geëxecuteerd.

juli
- 20 - overgave van de stad na het Beleg van Kampen

augustus
- 1 - Te Rijmenam heeft een gewapend treffen plaats dat wordt uitgevochten tussen de Spaanse troepen en de versterkte Staatse legers die zich met 17.000 manschappen hebben verschanst in de Dijlevallei aan de grens met Muizen. Alexander Farnese voert het bevel over de Spaanse troepen, Bossu over de Staatse. De Spanjaarden delven het onderspit.
- 4 - Het christelijk leger van koning Sebastiaan I van Portugal wordt tijdens de Slag der Drie Koningen in Noord-Afrika door de Moren verslagen en de koning wordt gedood. Zijn oom, Hendrik, een bejaarde bisschop, wordt als laatste telg van het huis Aviz-Beja wordt gekroond tot koning van Portugal.

- 7 - Vierdaagse Plundering van Aarschot, eerst door calvinisten en daarna door een Spaans leger, Aarschot valt ten prooi aan een stadsbrand, niet meer dan tien huizen blijven gespaard.
- 29 - De door de opstandelingen aangestelde tegenlandvoogd Matthias van Oostenrijk verleent de katholieken in Antwerpen vergunning om hun eredienst te vieren, en stelt ze daarvoor kerkgebouwen ter beschikking. Eenzelfde regeling krijgen een week later de luthersen.

september
- 2 - Om het Schonenvaardersbolwerk snel klaar te hebben met het  oog op nieuwe Spaanse aanvallen, bepaalt de Raad van Maastricht dat ook de geestelijkheid dertig tot veertig man moet leveren voor het grondwerk. Metselaars mogen geen ander werk aannemen.
- 7 - In Gelre pleegt stadhouder Jan van Nassau een staatsgreep in zijn gewest door de leden van het Hof van Gelre, dat een 'broeinest van heimelijk Spaansgezinden' zou zijn, te vervangen door Gelderse ingezetenen
- 23 - Intocht van Willem van Oranje in Brussel, dat nu een calvinistische republiek is. De prins benoemt Olivier van den Tympel tot burggraaf van de stad.
- 28 - Beleg van Nijvel door Juan van Oostenrijk.

oktober
- 1 - Inname van Menen door malcontenten.
- 1 - Don Juan overlijdt, en de legerleiding kiest Alexander Farnese als opvolger. Enige tijd later wordt hij benoemd tot landvoogd der Nederlanden.
- 4 - Jacob Hessels, lid van de Bloedraad, wordt in Gent opgehangen.
- 7 - Beleg van Binche door Frans van Anjou.

november
- 19 - overgave van de stad na het Beleg van Deventer.

december
- december - Zeven vooraanstaande katholieke geestelijken in Utrecht worden gearresteerd na de verspreiding van een pamflet van de hand van de scholaster van Oudmunster, Jacob van Cuynretorff, tegen de Unie van Utrecht.

zonder datum
- Er wordt een eerste complete kerkorde gemaakt, op de 'Nationalen Synodi der Nederlandischen Duytschen ende Walschen Kerkcken', gehouden in Dordrecht.
- Eerste tulp in Engeland.
- De Lijkwade van Turijn wordt naar Turijn verplaatst, waar hij tot op de dag van vandaag is.
- Martin Frobisher ontdekt Baffineiland.
- De Staten-Generaal van de Nederlanden verkopen het graafschap Lingen aan Willem van Oranje.

## Bouwkunst

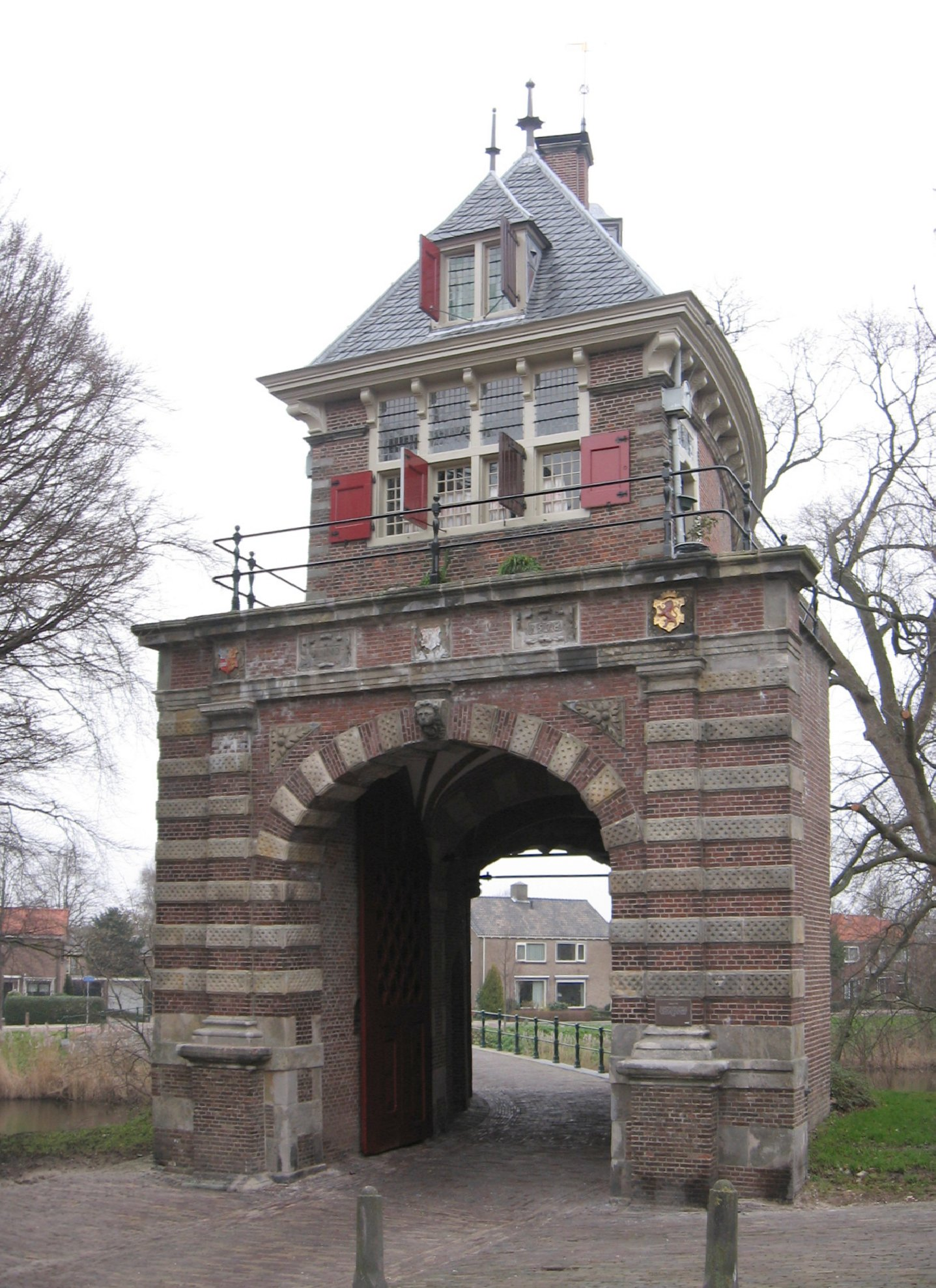
Oosterpoort (Hoorn) (1578)
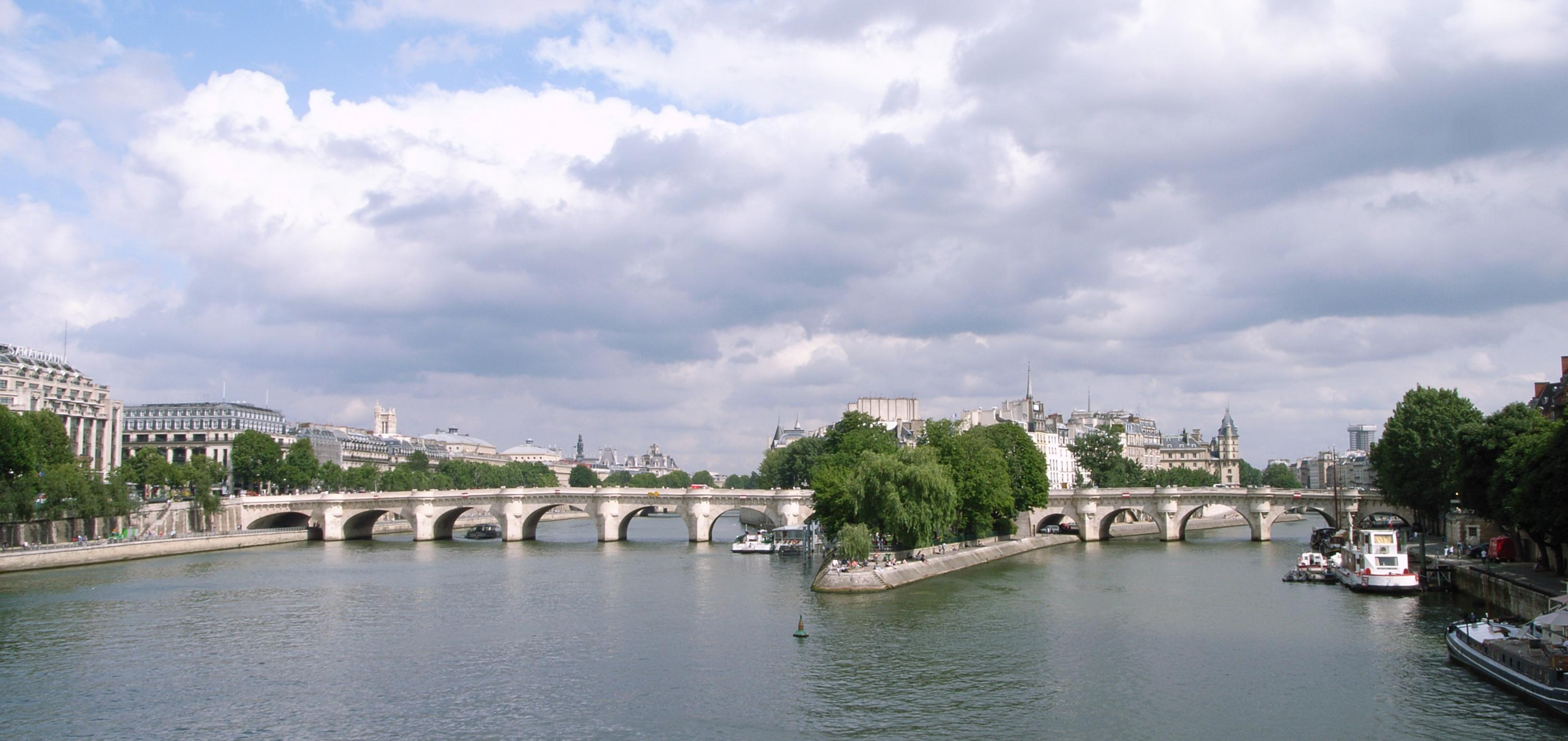
Pont Neuf (1578)

## Geboren
januari
- 28 - Cornelis Haga, Nederlands diplomaat (overleden 1654).

maart
- 24 - Dirk van Bronckhorst-Batenburg (1578-1649), graaf van Bronckhorst, vrijheer van Batenburg en heer van Anholt, Moyland en Bahr.

april
- 14 - Filips III van Spanje, koning van Spanje en Portugal.

juli
- 9 - Keizer Ferdinand II uit het huis Habsburg, Rooms-Duits koning en keizer.
- 3 of 31 - Catharina Belgica van Nassau, derde dochter van Willem van Oranje en diens derde echtgenote Charlotte van Bourbon.

datum onbekend
- Francisco de Santiago, Portugees componist (overleden 1644).
- Adriaan van den Spiegel, Vlaams arts (overleden 1625).
- Nanning van Foreest, raadsheer en rekenmeester van de Rekenkamer der Domeinen in Holland (overleden 1668).

## Overleden
februari
- 12 - Catharina van Habsburg overleden in Lissabon.

april
- 15 - Wolraad II van Waldeck-Eisenberg (69), Duits graaf
- 20 - Mary Grey het laatste kleinkind van Maria Tudor.

augustus
- 4 - De dood van koning Sebastiaan I (24), in de Slag van Ksar-el-Kebir veroorzaakt een dynastieke crisis in Portugal.

oktober
- 1 - Juan I van Oostenrijk (31), landvoogd der Nederlanden.

datum onbekend
- Karel van Berlaymont - een vooraanstaand Spaansgezind edelman en raadsman van Margaretha van Parma.
- Pieter Sickinghe - Noord-Nederlands politicus en militair